# Mayfield Heights
Mayfield Heights es una ciudad ubicada en el condado de Cuyahoga en el estado estadounidense de Ohio. En el Censo de 2010 tenía una población de 19155 habitantes y una densidad poblacional de 1.770,6 personas por km².

## Geografía
Mayfield Heights se encuentra ubicada en las coordenadas 41°31′2″N 81°27′14″O / 41.51722, -81.45389. Según la Oficina del Censo de los Estados Unidos, Mayfield Heights tiene una superficie total de 10.82 km², de la cual 10.8 km² corresponden a tierra firme y (0.22%) 0.02 km² es agua.

## Demografía
Según el censo de 2010, había 19155 personas residiendo en Mayfield Heights. La densidad de población era de 1.770,6 hab./km². De los 19155 habitantes, Mayfield Heights estaba compuesto por el 80.38% blancos, el 10.33% eran afroamericanos, el 0.1% eran amerindios, el 7% eran asiáticos, el 0.01% eran isleños del Pacífico, el 0.47% eran de otras razas y el 1.71% pertenecían a dos o más razas. Del total de la población el 2.04% eran hispanos o latinos de cualquier raza.